# Kasopitant
Kasopitant (tržišna imena Rezonic (SAD), Zunrisa (EU)) je neurokinin 1 (NK1) antagonist koji se ispituje kao lek za hemoterapijom indukovanu mučninu i povraćanje. On je trenutno u razvoju od strane kompanije GlaksoSmitKlajn (GSK).
Jula 2008, GSK je podneo zahtev za dozvolu na promet kod Evropske medicinske agencije. Zahtev je povučen septembra 2009 jer je GSK došao do zaključka da su dalja sigurnosna ispitivanja neohodna.

## Spoljašnje veze
|  | Molimo Vas, obratite pažnju na važno upozorenje u vezi sa temama iz oblasti medicine (zdravlja). |